# Vallereuil
Vallereuil é uma comuna francesa na região administrativa da Nova Aquitânia, no departamento Dordonha. Estende-se por uma área de 9,28 km². Em 2010 a comuna tinha 290 habitantes (densidade: 31,3 hab./km²).